# چرخ بارلو

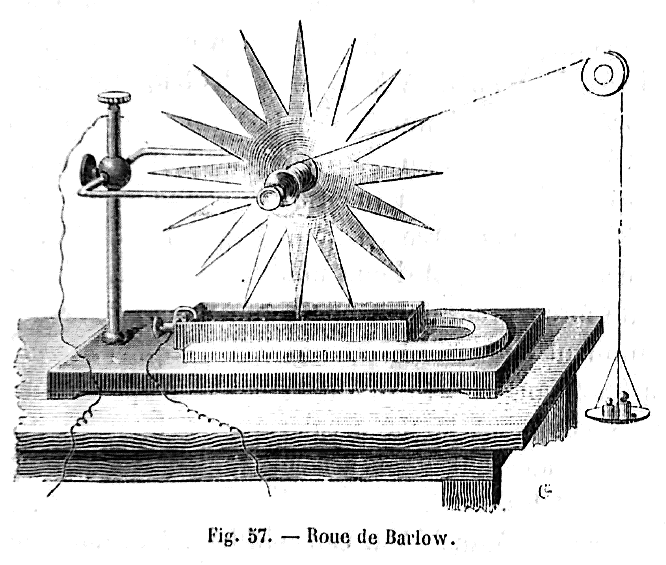
چرخ بارلو

چرخ بارلو از نمونه‌های «موتور هم‌قطب» که توسط ریاضیدان و فیزیک دان انگلیسی پیتر بارلو در سال ۱۸۲۲ میلادی ساخته شد.